# Systegium unguiculatum
Systegium unguiculatum là một loài rêu trong họ Pottiaceae. Loài này được Mitt. mô tả khoa học đầu tiên năm 1886.